# جيمس أوغسطين هيلي
جيمس أوغسطين هيلي (بالإنجليزية: James Augustine Healy)‏ هو قسيس أمريكي، ولد في 6 أبريل 1830 في جورجيا في الولايات المتحدة، وتوفي في 5 أغسطس 1900 في بورتلاند في الولايات المتحدة.

## وصلات خارجية
- جيمس أوغسطين هيلي على موقع الموسوعة البريطانية (الإنجليزية)